# 海因茨·库布施
海因茨·库布施（德語：Heinz Kubsch，1930年7月20日—1993年10月24日），德国男子足球运动员，场上位置是守门员。他曾代表西德国家队参加1954年国际足联世界杯，结果队伍获得冠军。